# Лагард (Мозель)
Лага́рд (фр. Lagarde) — коммуна на северо-востоке Франции, регион Гранд-Эст (бывший Эльзас — Шампань — Арденны — Лотарингия), департамент Мозель. Относится к кантону Вик-сюр-Сей.

## Географическое положение
Лагард расположен в 65 км к юго-востоку от Меца. Соседние коммуны: Оммере и Бурдонне на севере, Мезьер-ле-Вик на северо-востоке, Батавиль на востоке, Мусе и Ремонкур на юго-востоке, Ксус (департамент Мёрт и Мозель) на юге, Вокур на юго-западе, Ксюр на западе.
Коммуна расположена на юге департамента Мозель в естественно-историческом регионе Сольнуа и входит в Региональный природный парк Лотарингии.

## История
- Деревня была основана епископом Жаном д’Апремоном на земле, принадлежавшей епископату Меца.
- Крепостной замок был возведён здесь епископом Адемаром де Монтей, передан сеньорам де Дё-Пон-Бич. В 1638 году замок был разрушен шведами.
- В окрестностях коммуны проходили тяжёлые бои во время Первой мировой войны 1914—1918 годов. Лагард несколько раз переходил от французов к немцам и обратно.

## Демография
По переписи 2008 года в коммуне проживал 201 человек. 

## Достопримечательности
- Развалины замка XIV века, руины XVIII века.
- Следы замка де Мартенкур, сооружённого в 1602 году епископом Меца, разрушен во время Второй мировой войны.
- Порт на канале Марна — Рейн.
- Французское военное кладбище.
- Германское военное кладбище.
- Церковь Сен-Жан-Батист, 1750 года.